# Gloria Patri

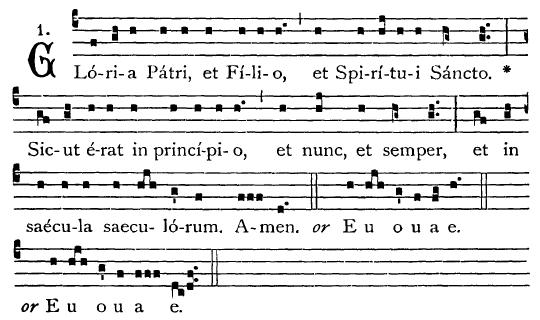
Gloria Patri en un libro de canto gregoriano con dos Euouae alternativos.

El Gloria Patri, locución latina que significa literalmente ‘gloria al Padre’, es una oración cristiana de carácter trinitario rezada desde los inicios del cristianismo, que se añade al final de la recitación de algunos salmos, en el término de cada misterio del rosario o para completar el tríptico piadoso padrenuestro-avemaría-gloria.
Es una doxología a la que también se conoce con el nombre de “doxología menor”, para distinguirla de la “doxología mayor” o Gloria in excelsis Deo.

Gloria Patri, et Filio, et Spiritui Sancto.
Sicut erat in principio, et nunc, et semper, et in sæcula sæculorum. Amen.

Gloria al Padre y al Hijo y al Espíritu Santo.
Como era en el principio, ahora y siempre, por los siglos de los siglos. Amén.